# Zurita de Oliveira

Capa do disco Zurita de Oliveira e a Orquestra de Ferrer Trindade (1960).

Zurita de Oliveira (Torres Novas, 19 de janeiro de 1931 – 2015), foi uma guitarrista, cantora e compositora portuguesa. Pioneira do rock em Portugal, ficou conhecida como a mãe do rock português.

## Biografia
Zurita de Oliveira nasceu em Torres Novas, no dia 19 de janeiro de 1931, numa família de artistas. Era neta de Julieta Rentini (também conhecida como Júlia Arjona) que possuía uma companhia de teatro e irmã do ator Camilo de Oliveira.
Pioneira, é a primeira mulher a compor e a interpretar uma música com o ritmo de rock, intitulada O Bonitão do Rock da sua autoria, que edita em 1960, tendo ficado conhecida como a a mãe do rock português.
Fica também conhecida pelos fados que compõe para Ada de Castro ao longo da década de 60.
Faleceu com 83 anos, em 2015.

## Discografia
Entre a sua discografia encontram-se: 
- 1954 — O Fado nem sempre é Triste / Bati à Porta da Vida, Discos Estoril, EP

- 1960 — O Bonitão do Rock,  Alvorada, EP

- O Bonitão do Rock / Lagarta Da Couve, Alvorada, single

- 1993 — Sois Inéditas, compilação com Zurita de Oliveira, Maria Antonieta, M. Amélia Marques, Discos Estoril